# Helen Gibson
Ne doit pas être confondu avec Helen Gipson.
Helen Gibson est une actrice américaine née le 27 août 1892 à Cleveland, Ohio (États-Unis), et morte le 10 octobre 1977 à Roseburg (Oregon). Elle est considérée comme la première cascadeuse professionnelle américaine. 

## Filmographie
- 1913 : A Girl of the Range

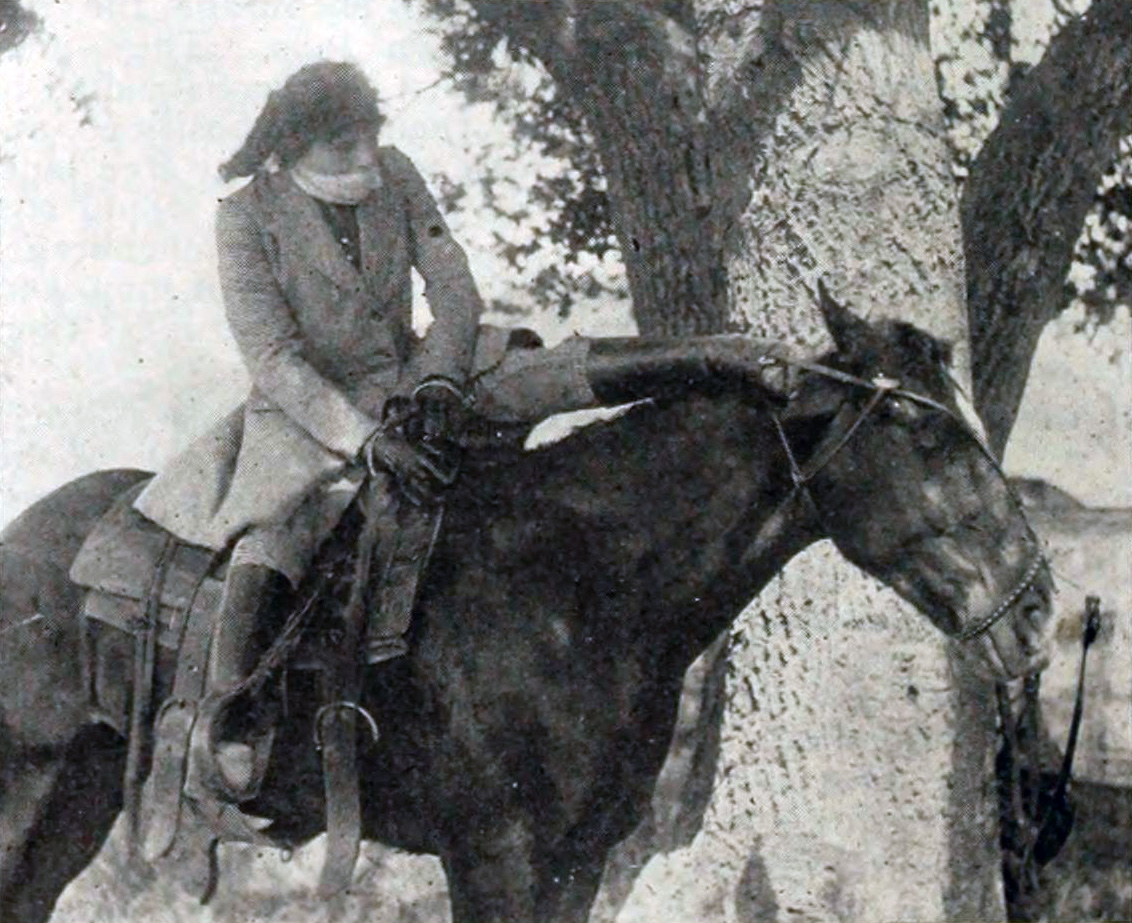
The Capture of Red Stanley (1916)

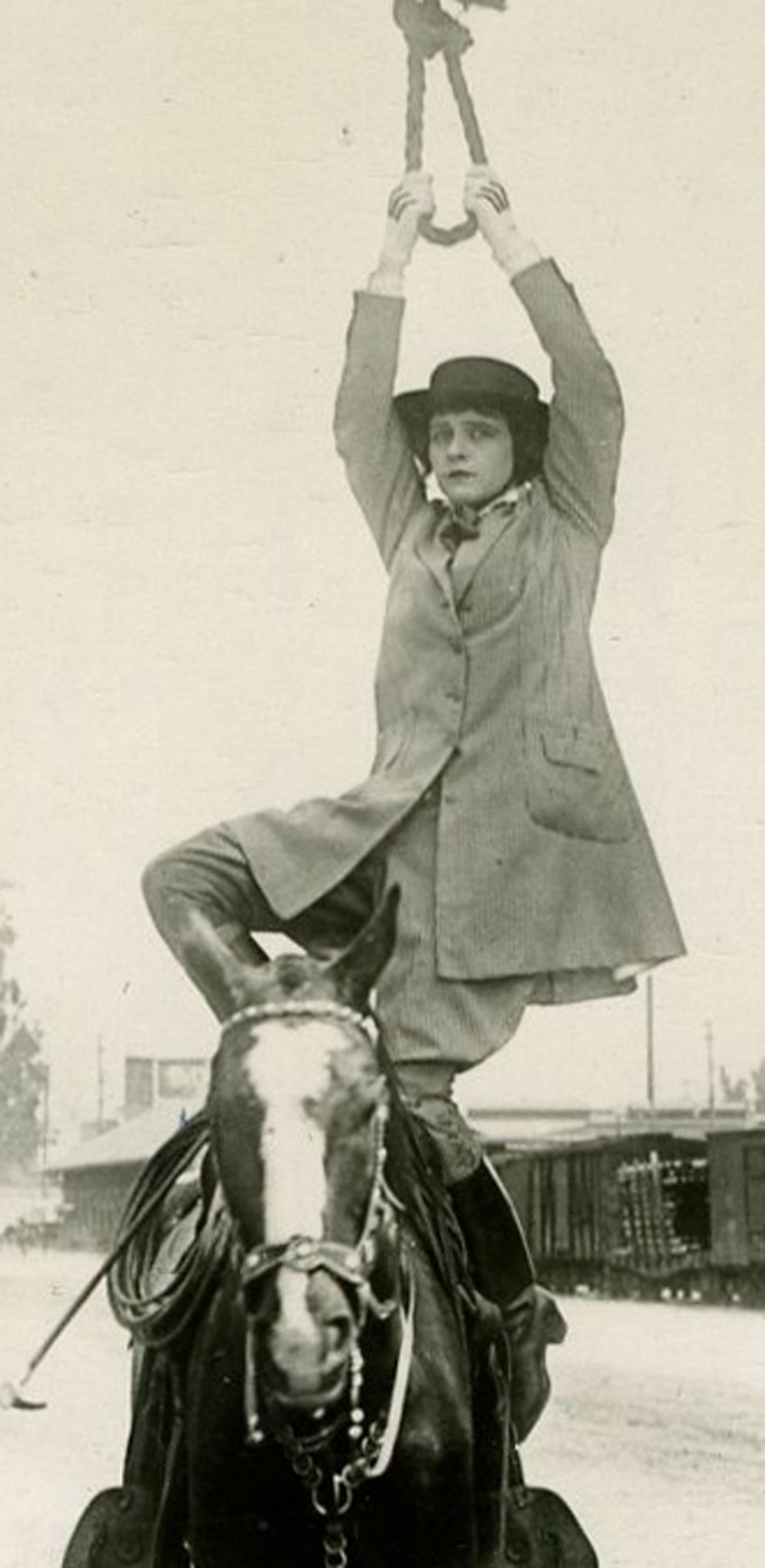
The Hazards of Helen (1916)

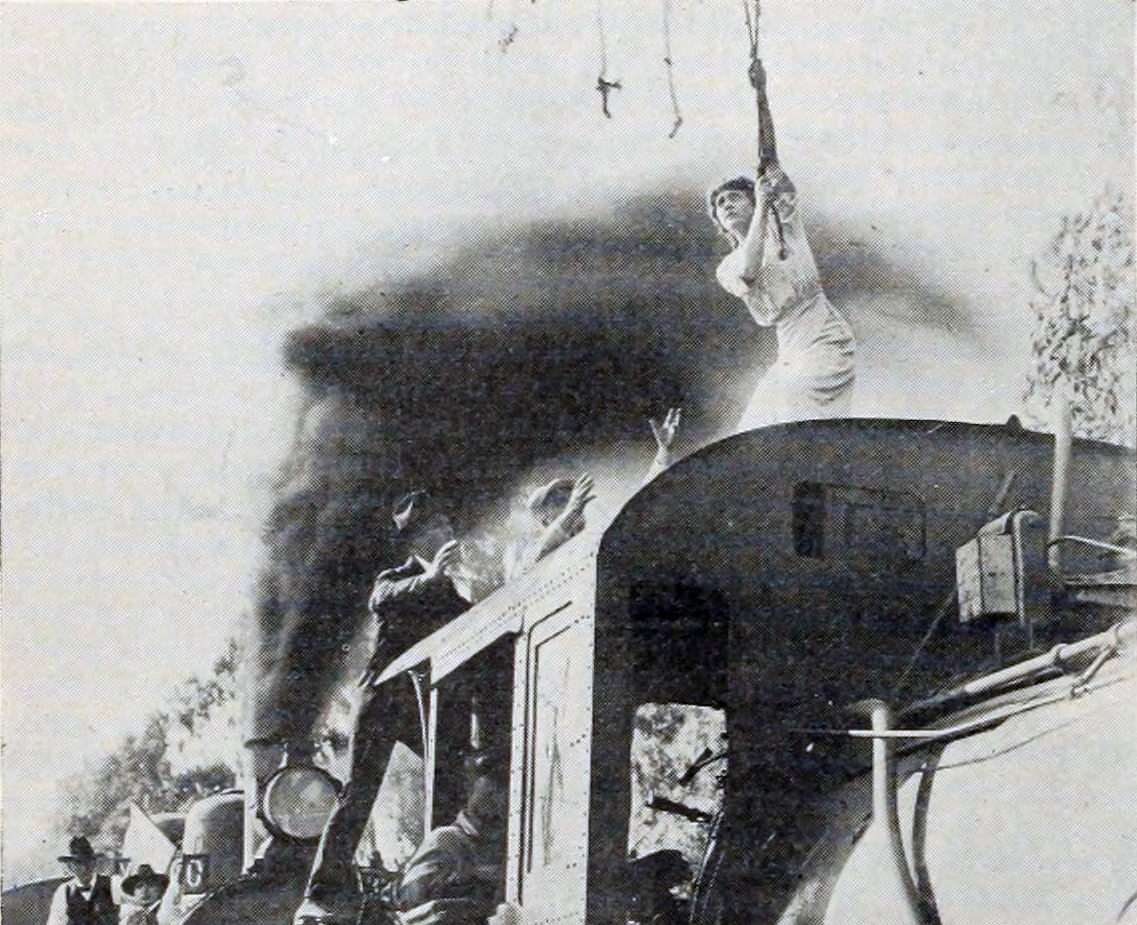
To Save the Road (1916)

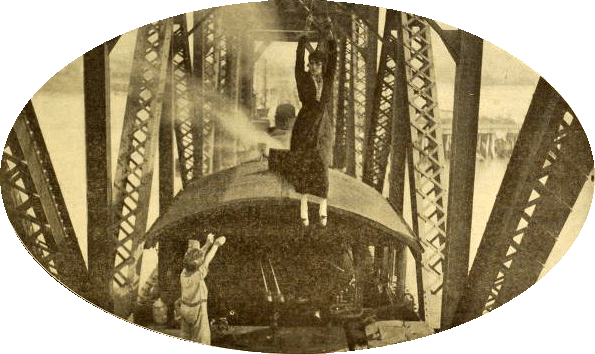
A Daughter of Daring (1917)

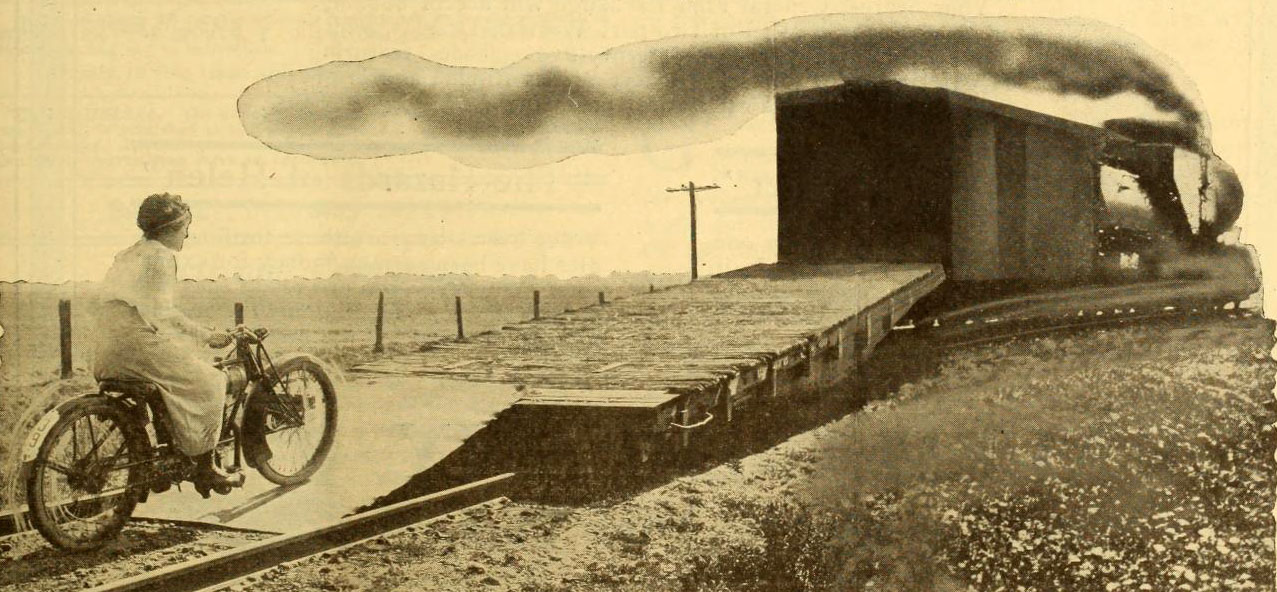
In the Path of Peril (1917)

- 1913 : Old Moddington's Daughters : La fille de Moddington
- 1914 : The Hazards of Helen : Helen (1915-1917) (Épisodes 49-119)
- 1916 : A Plunge from the Sky
- 1917 : In the Path of Peril
- 1917 : The Registered Pouch
- 1917 : The Borrowed Engine
- 1917 : The Lone Point Feud
- 1917 : The Railroad Smugglers
- 1917 : A Race to the Drawbridge
- 1917 : The Wrong Man
- 1917 : A Perilous Leap
- 1917 : The Dynamite Special
- 1917 : Saving the Fast Mail
- 1917 : The End of the Run
- 1917 : Detective's Danger
- 1917 : Fighting Mad : Mary Lambert
- 1917 : The Deserted Engine
- 1918 : Play Straight or Fight
- 1918 : The Midnight Flyer
- 1918 : The Branded Man
- 1918 : The Pay Roll Express
- 1918 : Bawled Out
- 1918 : Danger Ahead
- 1918 : Under False Pretenses
- 1918 : The Fast Mail
- 1918 : The Dead Shot
- 1918 : The Silent Sentinel
- 1918 : Captured Alive
- 1918 : The Robber
- 1918 : Wolves of the Range de Harry Harvey
- 1919 : The Secret Peril
- 1919 : The Black Horse Bandit
- 1919 : The Canyon Mystery
- 1919 : Riding Wild
- 1919 : The Rustlers, de John Ford
- 1919 : Rustlers
- 1919 : Gun Law, de John Ford : Letty
- 1919 : Down But Not Out
- 1919 : Loot : Servante
- 1921 : No Man's Woman : La fille
- 1921 : The Wolverine : Billy Louise
- 1922 : Nine Points of the Law : Cherie Du Bois
- 1922 : Thorobred : Helen
- 1927 : Heroes of the Wild
- 1928 : The Vanishing West
- 1928 : The Chinatown Mystery de J. P. McGowan
- 1931 : The Lightning Warrior (en) de Benjamin H. Kline et Armand Schaefer'
- 1931 : The Cheyenne Cyclone : Une citadine
- 1932 : Human Targets : Mrs. Dale
- 1932 : The Silver Lining d'Alan Crosland : Dorothy Dent
- 1932 : Law and Lawless : Mrs. Kelley
- 1933 : King of the Arena : Fille du cirque
- 1934 : Wheels of Destiny : Femme du colon
- 1934 : Rocky Rhodes : Une citadine
- 1934 : The Way of the West : Une citadine
- 1934 : 365 Nights in Hollywood : Une élève actrice
- 1935 : The Drunkard : Betty
- 1935 : Cyclone of the Saddle (en) d'Elmer Clifton : Mrs. Carter
- 1935 : La Fiancée de Frankenstein (Bride of Frankenstein), de James Whale : Une villageoise
- 1935 : Fighting Caballero : Drusella Jenkins
- 1936 : Les Vengeurs de Buffalo Bill (en) (Custer's Last Stand) d'Elmer Clifton : Calamity Jane [Chs. 4-7, 10]
- 1936 : Lady of Secrets : Nurse
- 1936 : Last of the Warrens (en) : Mrs. Burns
- 1937 : Jungle Jim : Mrs. Raymond
- 1937 : Danger Valley (en) : Nana Temple
- 1938 : Flaming Frontiers (en) : Une citadine (Ch. 9)
- 1939 : La Chevauchée fantastique (Stagecoach), de John Ford : Fille au saloon
- 1939 : The Oregon Trail (en) de Ford Beebe et Saul A. Goodkind
- 1940 : Covered Wagon Trails : Femme dans le train
- 1941 : Sheriff of Tombstone (en) de Joseph Kane : Liza Starr
- 1942 : The Valley of Vanishing Men (en) de Spencer Gordon Bennet : Helen, une citadine
- 1944 : La Passion du Docteur Holmes (The Climax) de George Waggner (non crédité)
- 1946 : The Scarlet Horseman : Une citadine
- 1949 : Cheyenne Cowboy
- 1950 : Crooked River : Mrs. Ellison
- 1950 : Fast on the Draw : Mrs. Ellison
- 1953 : Traqué dans Chicago (City That Never Sleeps) de John H. Auer : Femme
- 1954 : Ma and Pa Kettle at Home : Femme du ranch
- 1962 : L'Homme qui tua Liberty Valance (The Man Who Shot Liberty Valance), de John Ford